# IF-staal
IF-staal, naar het Engelse "interstitial free steel", is een staalsoort zonder interstitieel ingebrachte legeringsbestanddelen. De afkorting IF voor interstitial free (vrij van roosteronderbrekingen) wil zeggen, dat het metaalrooster vrij is van zogeheten puntfouten. Er zijn geen koolstof- of stikstofatomen die de ijzeratomen in het rooster blokkeren. IF-staal is om die reden een zacht, goed vervormbaar soort staal. Het wordt vooral gebruikt voor gecompliceerde carrosserie-toepassingen in de auto-industrie.
IF-staalsoorten worden ingedeeld in de ULC-categorie. De afkorting ULC staat voor ultra low carbon, en deze is een aanduiding van het zeer lage koolstofgehalte in dergelijk staal.

## Ontkolen
Het lage koolstof- en stikstofgehalte wordt bereikt door de smelt in een luchtledige omgeving te ontkolen. Dat gebeurt door de aanwezige koolstof- en stikstofatomen om te zetten in carbiden. Carbidevorming vindt plaats door binding aan toegevoegd titanium of niobium. Deze carbiden scheiden zich pas af in de laatste fase van het langdurige afkoelingsproces na de laatste hete bewerking (smeden, walsen).

## Verschillende soorten
Er zijn ook stabielere, onbuigzamere, trekvastere soorten IF-staal. De gewenste eigenschappen hiervan worden verkregen door mengkristalstolling waarbij fosfor, silicium of mangaan wordt toegevoegd. Fosfor is het belangrijkst voor de mengkristalstolling, een toevoeging van 0,01 gewichtsprocent verhoogt de treksterkte al met ongeveer 8 MPa.
De IF-staalsoorten met verhoogde treksterkte worden bijvoorbeeld met HX180Y, HX220Y of HX260Y aangeduid. Het getal geeft dan de rekgrens in newton per vierkante millimeter aan.
Deze staalsoorten worden gedefinieerd in de EN 10292-norm: continu-dompelbeklede band en plaat van staal met een hoge rekgrens voor koudvervormen.